# Andreas Walser

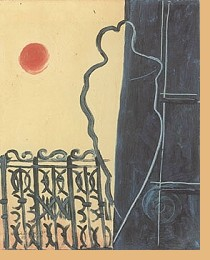
Ein Gemälde von Andreas Walser

Andreas Walser (* 13. April 1908 in Chur, Kanton Graubünden; † 19. März 1930 in Paris) war ein Schweizer Maler, Schriftsteller und Fotograf.

## Leben

### 1908–1928
Am 13. April 1908 wurde Andreas Walser als zweiter Sohn des Dekans und Stadtpfarrers Peter Walser (1871–1938) und dessen Ehefrau Else (geb. Gerber; 1883–1935) in Chur geboren. Dort absolvierte er von 1921 bis 1928 das Gymnasium an der Bündner Kantonsschule, welches er mit der Matura abschloss. In seinem Elternhaus richtete er sich daraufhin ein Atelier ein. Walser kopierte im Bündner Kunstmuseum Werke von Giovanni Giacometti (1868–1933) und Augusto Giacometti (1877–1947). Dabei befreundete er sich mit Bruno Giacometti (1907–2012) und schloss sich anderen kunstinteressierten Mitschülern wie dem späteren Architekten Rudolf Olgiati (1910–1995) und dem Heimatforscher Paul Zinsli (1906–2001) an.
Seit dem Frühjahr 1927 erschienen von Andreas Walser meist über Bildende Künstler verfasste Artikel in Schweizer Tageszeitungen. Im Februar des gleichen Jahres schickte er künstlerische Arbeiten zur Ausstellung „Schweizerjugend und Zeichenkunst“ in der Kunsthalle Bern. Sein Zeichenlehrer am Gymnasium Hans Jenny (1866–1944) förderte Walser, da er erkannte, welches Talent in ihm steckte. Für Freunde und Bekannte fertigte Walser Exlibris an. Dabei lernte er den Schriftsteller Hermann Hiltbrunner (1893–1961) kennen und machte auch Bekanntschaft mit der Sopranistin Bärby Hunger (1901–1986), die bis zu seinem Tod eine seiner engsten Vertrauten blieb.
Im Mai 1928 erhielt Walser Besuch von Augusto Giacometti, der mit den Eltern von Andreas über einen Parisaufenthalt des Sohnes sprach. Am 24. Juni fand ein erster Besuch bei Ernst Ludwig Kirchner (1880–1938) in Davos statt. Im späteren Sommer folgte ein längerer Aufenthalt in Seewis im Prättigau, wo erste grössere Gemälde entstanden. Im Herbst 1928 konnte Walser mit der Erlaubnis seiner Eltern nach Paris. Vor seiner Abreise Ende September hatte er Kontakt mit Bündner Künstlern, die bereits dort waren: Paul Martig (1903–1962) und Leonhard Meisser, mit dem er sich befreundete.
Walsers erste Unterkunft in Paris war das Hôtel Edgar Quinet, Boulevard Edgar Quinet 17 im 14. Arrondissement in der Nähe des Bahnhofs Montparnasse. Ab Mitte Oktober lebte er in einer Ateliersiedlung in der Rue Bardinet 16bis. Im Atelier 4 der Villa Léone, in dem vor Walser Leonhard Meisser gearbeitet hatte, entstanden zahlreiche Werke. Ab Oktober besuchte Walser zum Aktzeichnen die Académie Colarossi, eine der zahlreichen privaten Ausbildungsstätten für Kunst, sowie Kurse der Académie de la Grande-Chaumière. Hier war der Beginn der Freundschaft mit dem Studenten Emmanuel Boudot-Lamotte (1908–1981). Walser machte auch Bekanntschaft mit dem deutschen Dichter Albert H. Rausch (1882–1949), der unter dem Pseudonym Henry Benrath veröffentlichte. Mit Augusto Giacometti und Ernst Ludwig Kirchner sowie Bärby Hunger blieb Walser in brieflichem Kontakt. Er besuchte sie regelmässig, wenn er in die Schweiz reiste. Im Dezember traf er erstmals Pablo Picasso (1881–1973). Weihnachten und Neujahr verbrachte Walser bei seinen Eltern in Chur und besuchte von dort aus auch Kirchner.

### 1929
Im Januar 1929, wieder in Paris, suchte Andreas Walser die Bekanntschaft von Jean Cocteau (1889–1963), dem einflussreichen Pariser Literaten, Künstler und Filmemacher. Dieser lebte, wegen einer Opium-Entziehungskur, gerade in einer Klinik in Saint Cloud. Der Kontakt lief anfangs über Briefe, ab März besuchte Walser den Künstler oftmals. Des Weiteren traf er sich mit dem Dichter Georges Hugnet (1906–1974). Im Verlauf des Frühjahrs lernte Walser viele weitere Künstler und Mitglieder von Pariser Bohème-Kreisen kennen. Er malte unter anderem Porträts von Picasso, Cocteau, Giorgio de Chirico (1888–1978), aber auch von der Dichterin Colette (1873–1954). Es kam auch zur Begegnung mit Klaus Mann (1906–1949) und dem Schweizer Maler Rudolf Zender (1901–1988), einem Freund Kirchners.
Walser wurde in dieser Zeit von Jean Fautrier (1898–1964) beeinflusst und beschäftigte sich mit avantgardistischer Fotografie. Maurice Tabard (1897–1984), der ihm die handwerklichen Grundlagen des technischen Mediums vermittelte, und der Fotograf George Hoyningen-Huene (1900–1968) besassen laut den Aufzeichnungen Walsers fotografische Arbeiten von ihm.
So lernte er auch die Technik der Collage kennen. Angeregt von Kirchner, der gerade mit dem Bauhaus-Schüler Fritz Winter (1905–1976) in Kontakt stand, zog er damals ein Studium am Bauhaus Dessau in Betracht.
Ab Anfang 1929 stellten sich erste kommerzielle Erfolge ein, teilweise aufgrund der Vermittlung durch Picasso. Der Picasso-Sammler Wilhelm Uhde (1874–1947) und die Galerie Jeanne Bucher übernahmen grössere Werkgruppen. (Die Galerie Jeanne Bucher wurde 1925 von Jeanne Bucher (1872–1946) gegründet und gehörte zu den wichtigsten avantgardistischen Galerien in Paris; Sie existiert noch heute.) Ein Gemälde Walsers wurde 1929 in die Galerie Pierre ausgestellt. Die Galerie Quatre Chemins, vom Schriftsteller Maurice Sachs (1906–1945) geleitet, zeigte im Frühjahr Gemälde von Walser und kündigte für den Herbst eine Einzelausstellung an.
Vermutlich war Andreas Walser im Kreis um Cocteau mit Drogen in Berührung gekommen. Ende April entging er nach einer Überdosis nur knapp dem Tod. Den Sommer verbrachte er grossteils in Graubünden. Gleichzeitig fand in Paris die Ausstellung Exposition d’art abstrait statt, die im Umfeld der Künstlergruppe Cercle et Carré zusammengestellt wurde und an der Walser teilnahm. Ende Juli besucht er Kirchner und traf auf dem Wildboden den Maler Fritz Winter.
Ende September bezog Walser ein Zimmer im Vénétia-Hôtel am Boulevard du Montparnasse 159. Er beschloss zu diesem Zeitpunkt, grössere Bilder zu malen und arbeitete an Übersetzungen von Werken der Dichter Jean Desbordes (1906–1944) und René Crevel (1900–1935). Im Oktober besuchte er Bärby Hunger in Paris. Im November verfasste er das illustrierte Prosagedicht Le balcon, das er seinem jüngeren Bruder Peter widmete.

### 1930
Weihnachten und Neujahr 1929/1930 war Walser in der Schweiz. Auf der Rückreise nach Paris besuchte er den lungenkranken René Crevel in Leysin, der nach diesem Besuch der amerikanischen Dichterin und Sammlerin Gertrude Stein (1874–1946) empfahl, sich Werke des jungen Künstlers anzusehen. Mitte Januar zog Walser in die Rue Armand Moisant Nr. 6, im 15. Arrondissement. Er teilte das Wohnatelier mit dem Musiker Guy de la Pierre. Ende Januar trat Walser mit diesem und dem Deutschen Freiherrn H. A. von Maltzahn (Maltzan) eine Reise nach Marseille und Korsika an. In den drei bis vier Wochen am Mittelmeer schien er sich zu erholen. Er zeichnete viel, gab aber die Übersetzung des Crevel-Textes auf. Der deutsche Kunstkritiker, Philosoph und Literat Carl Einstein (1885–1940) meldete seinen Besuch bei ihm an.
Am 19. März 1930 starb Andreas Walser infolge einer Drogen-Überdosis. (Klaus Mann behauptete hingegen, Walser habe sich erschossen). Er wurde auf dem Friedhof des Pariser Vorortes Thiais bestattet.

## Rezeption
Nur ein Teil von Walsers Nachlass gelangte in die Schweiz. Erst in den 1980er Jahren wurde bekannt, dass sich in Paris ein bedeutender Block von Werken erhalten hat, die dort entstanden sind. Im November 1971 fand eine kleine Einzelausstellung im Bündner Kunstmuseum in Chur statt. Erste umfassende Retrospektiven zu Leben und Werk Walsers wurden 1994 im Bündner Kunstmuseum, 1995 im Kunstmuseum Winterthur und 1996 im Centre Culturel Suisse in Paris gezeigt. 2001 erschien eine ausführliche Monographie über Andreas Walser. 2004 entstand anhand von Briefen Barbara Liebsters Hörspiel Ich küsse dich so ganz – aber von so weit weg und fern und kalt. 2005/2006 zeigte das Kirchner Museum Davos die Ausstellung Andreas Walser – Liebe, Traum & Tod.

## Ausstellungen
| 1994 | Bündner Kunstmuseum Chur     | Andreas Walser (Chur 1908 – 1930 Paris) Kurator: Marco Obrist                                                                                   |
| 1995 | Kunstmuseum Winterthur       | Andreas Walser (Chur 1908 – 1930 Paris) Kurator: Marco Obrist                                                                                   |
| 1996 | Centre Culturel Suisse Paris | Andréas Walser (Coire 1908 – 1930 Paris) – Dessins, peintures et documents. Une exposition réalisée par Jean-Christophe Ammann et Marco Obrist. |
| 2005 | Kirchner Museum Davos        | Andreas Walser – Liebe, Traum und Tod Kurator: Roland Scotti                                                                                    |
| 2006 | Bündner Kunstmuseum Chur     | Andreas Walser und Gaudenz Signorell – Ein Dialog. Kuratoren: Marco Obrist und Beat Stutzer.                                                    |
| 2007 | Galerie Widmer Zürich        | Andreas Walser (1908–1930) – „Die Nacht ist heller als der Tag“. Kurator: Markus Schöb.                                                         |
| 2015 | Katz Contemporary Zürich     | Irrlichter. Andreas Walser mit Guido Baselgia, Ueli Alder, Willy Spiller & Robert B. Käppeli (Gruppenausstellung)                               |
| 2017 | Bündner Kunstmuseum Chur     | Andreas Walser. Und jetzt – gehe ich. Kuratorin: Vera Kappeler                                                                                  |

## Dokumentarfilm
- Heinz Bütler (Buch und Regie): Die Nacht ist heller als der Tag – Das kurze Leben des Malers Andreas Walser. NZZ, SFDRS, ZDF/3sat, 2007, 87 Min.[2][3]